# Six Feet Under (banda)

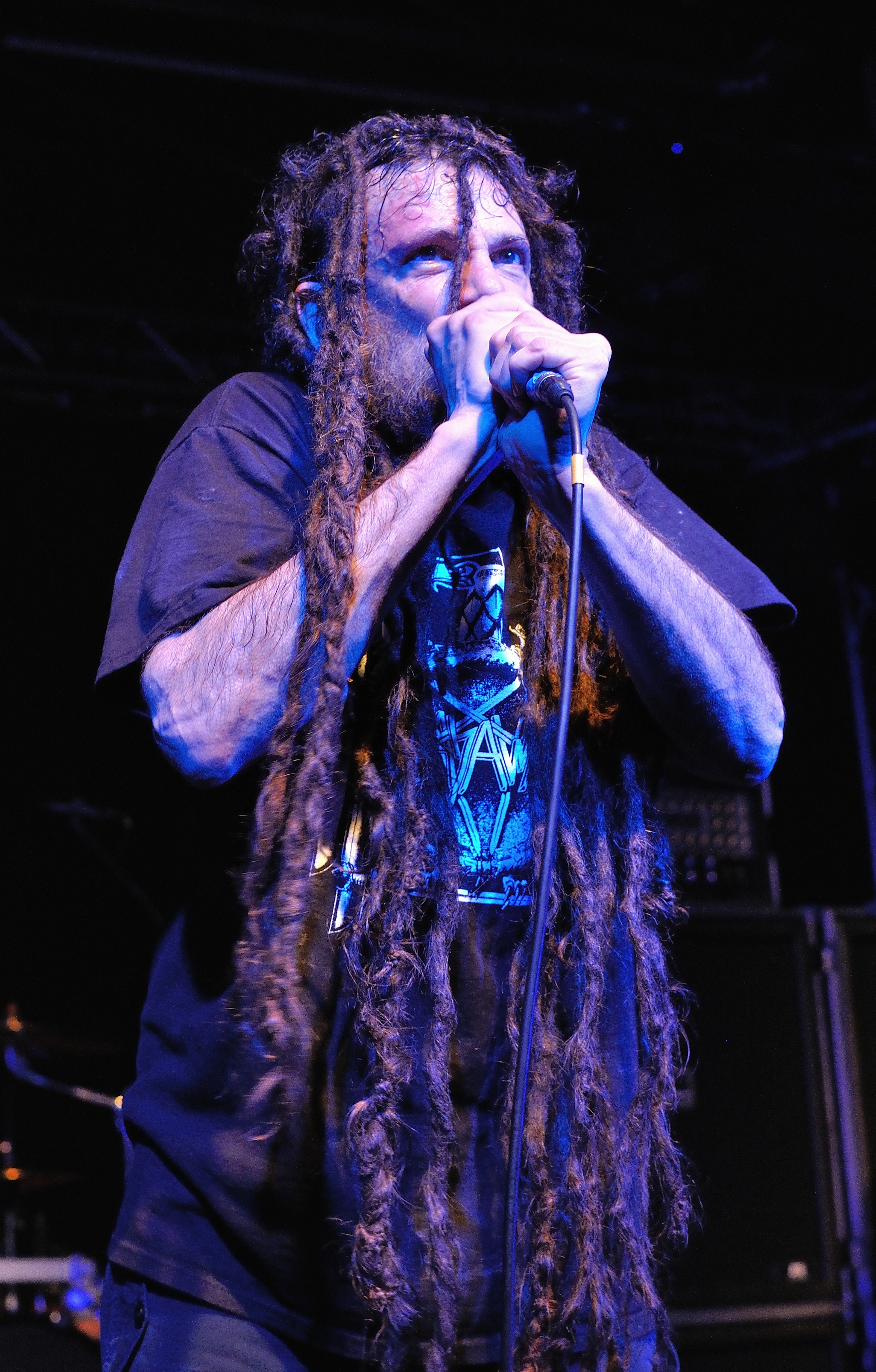
Chris Barnes, 2015

Six Feet Under é uma banda de death metal dos Estados Unidos formada em 1993. Começou como um projeto paralelo do vocalista Chris Barnes, mas virou sua banda principal após deixar o Cannibal Corpse. Um dos fundadores da banda foi Allen West (ex-Obituary), que saiu do grupo em 1997, sendo substituído por Steve Swanson.
As canções têm uma forte crítica social, abordando temas como política, mortes, assassinatos, sem deixar de lado o gore típico das bandas de death metal. De acordo com Nielsen Soundscan, até 2003 o  Six Feet Under havia vendido 370 mil cópias de álbuns nos Estados Unidos, tornando-se a quarta banda de death metal mais bem sucedida comercialmente em seu país.
A banda gravou também três álbuns inteiramente constituído por covers, chamados Graveyard Classics, que possuem covers de Venom, AC/DC, Black Sabbath, Exodus, Jimi Hendrix, entre outros. O álbum Graveyard Classis II é um cover completo do disco Back in Black dos AC/DC.

## História
Os músicos Chris Barnes (até então, vocalista do Cannibal Corpse) e Allen West (Até então, guitarrista do Obituary) estavam bem em suas carreiras no ano de 1993, quando resolveram criar um projeto paralelo. Mesmo assim, resolveram criar uma banda paralela de death metal, o Six Feet Under, que no início não era prioridade, e sim uma banda de segundo plano. Para completar a formação veio o baixista Terry Butler, do Death e do Massacre, e o baterista Greg Gall.
Em 1995, eles finalmente puderam se reunir e gravar o primeiro álbum, Haunted, que saiu pela Metal Blade Records e foi seguido por uma turnê mundial. Ainda naquele ano, durante a turnê, Barnes teve um problema grave com sua banda, Cannibal Corpse, e pôde se dedicar somente ao Six Feet Under. Após os concertos de divulgação, eles entraram direto em estúdio para gravar um EP, Alive and Dead, que saiu em outubro de 1996.
O contrato com a Metal Blade Records foi renovado e logo saiu o segundo álbum, Warpath, em 1997. No ano seguinte, Allen West decidiu tocar só no Obituary e largou a banda. O guitarrista Steve Swanson entrou no lugar de Allen e aprendeu 17 canções em apenas três semanas de ensaio. Eles entraram em estúdio e gravaram Maximum Violence, lançado em 1999.
O grupo alcançou uma popularidade internacional impressionante. E apenas com dez anos de existência, o Six Feet Under se consolidou como um dos mais importantes do death metal atual. Em outubro de 2000, saiu Graveyard Classics, só com covers de bandas que influenciaram a banda.
Em 2003, estava nas lojas o primeiro DVD, Double Dead, que trazia um CD bônus com 14 vídeos musicais. No mesmo ano saiu o álbum Bringer of Blood, com canções inéditas. O disco ainda trazia um DVD bônus com entrevistas da banda e um documentário sobre a cena death metal. Em 2004 lançaram o Graveyard Classics 2 como um CD completo de tributo ao AC/DC.
No ano de 2007, em Abril, foi lançado o álbum Commandment, o qual foi bem aceito pela crítica que pelas palavras de Chad Bowar foi considerado um álbum que tinha "musicas de death metal chamativas... (que eram) esmagadoramente pesadas, mas que mesmo assim tinham um grande groove".
No ano seguinte, 2008, foi o ano de lançamento de Death Rituals, o oitavo álbum dos Six Feet Under.
Em 2010 é lançado o terceiro álbum-tributo, incluindo covers de Slayer, King Diamond, Anvil, Twisted Sister.
Em fevereiro de 2011, o baixista Terry Butler anuncia para o site Blabbermouth.net: "Eu só gostaria de dizer que eu e Greg Gall (bateria) estamos deixando o Six Feet Under." E acrescenta: "Eu desejo tudo de melhor para Chris Barnes [vocal] e Steve Swanson [guitarra] em seu futuro com a banda". Kevin Talley, Rob Arnold e Matt DeVries entraram na banda no fim de do mesmo ano.
Em 2012 saiu o nono disco da banda, Undead, que apresentou uma sonoridade voltada totalmente para o death metal, tornando-se um dos melhores trabalhos do grupo e chegando ao sexto lugar no Top Heatseekers. Rob Arnold e Matt DeVries logo deixaram o Six Feet Under, sendo substituídos por Ola Englund e Jeff Hughell. Sem perder tempo, a banda no início de 2013 o disco seguinte, intitulado Unborn. Ola Englund  e Kevin Talley saíram da banda após o lançamento do álbum, e então Marco Pitruzzella (ex-Vital Remains) adentrou ao quarteto musical americano.
Foi lançado em maio de 2015 seu mais recente trabalho, Crypt of the Devil.

## Integrantes
| Atuais - Chris Barnes - vocal (1993-presente) - Jeff Hughell - baixo (2012-presente) - Marco Pitruzzella - bateria (2013-presente) - Ray Suhy − guitarra, baixo (2016-presente) - Jack Owen − guitarra (2017−presente) Músicos de turnê - Matt DeVries – baixo (2011–2012) - Victor Brandt – baixo (2015) | Antigos - Allen West - guitarra (1993 - 1997) - Terry Butler - baixo (1993 - 2011) - Greg Gall - bateria (1993 - 2011) - Steve Swanson - guitarra (1998-2016) - Rob Arnold - guitarra (2011-2012) - Kevin Talley - bateria (2011-2013) - Ola Englund - guitarra (2012-2013) |

## Discografia
| Álbuns de estúdio - Haunted (1995) - Alive and Dead (EP) (1996) - Warpath (1997) - Maximum Violence (1999) - True Carnage (2001) - Bringer of Blood (2003) - 13 (2005) - Commandment (2007) - Death Rituals (2008) - Undead (2012) - Unborn (2013) - Crypt of the Devil (2015) - Torment (2017) | Tributos - Graveyard Classics (2000, tributo a diversas bandas que influenciaram o Six Feet Under) - Graveyard Classics 2 (2004, tributo ao álbum Back in Black do AC/DC) - Graveyard Classics 3 (2010, tributo a diversas bandas que influenciaram o Six Feet Under) - Graveyard Classics IV: The Number of the Priest (2016) Coletâneas - A Decade in the Grave (2005) Singles - "Bringer of Blood" (2003) - "Amerika the Brutal" (2003) Álbum ao vivo - Double Dead Redux (2002) |

## Videografia

### DVDs
- A Decade in the Grave (DVD Box Set) (2005)
- Live With Full Force  (2004)
- Double Dead Redux  (DVD duplo ao vivo) (2003)
- Double Dead  (2002)
- Maximum Video (2001)
- Wake the Night: Live in Germany (2011)